# Kaki Baré
Kaki Baré (auch: Kadiou Bari, Kakibaré) ist ein Dorf in der Landgemeinde Wacha in Niger.

## Geographie
Das von einem traditionellen Ortsvorsteher (chef traditionnel) geleitete Dorf befindet sich rund neun Kilometer östlich des Hauptorts Wacha der gleichnamigen Landgemeinde, die zum Departement Magaria in der Region Zinder gehört. Zu weiteren Siedlungen in der Umgebung von Kaki Baré zählen Marékou im Norden und Jambirdji im Nordosten.
Kaki Baré hat den Charakter einer Oase. Beim Dorf erstreckt sich ein kleiner See, die mare de Kaki Baré, an der bereits Anfang des 20. Jahrhunderts Salz gewonnen wurde. Es herrscht das Klima der Sahelzone vor, mit einer durchschnittlichen jährlichen Niederschlagsmenge zwischen 300 und 400 mm.

## Geschichte
James Richardson berichtete von seiner Afrikareise in den Jahren 1850 und 1851 über „Kakibarai“ als Ortschaft auf der Route von Zinder nach Kano, die aus drei Dörfern bestand: eines auf den felsigen Hügeln, eines auf den Hängen und eines unterhalb der Felsen. Richardson zufolge gab es auf dem Weg von Wacha nach Kaki Baré sehr reichlich Wasser und in der anderen Richtung war das Land von Doumpalmen bedeckt.

## Bevölkerung
Bei der Volkszählung 2012 hatte Kaki Baré 3451 Einwohner, die in 559 Haushalten lebten. Bei der Volkszählung 2001 betrug die Einwohnerzahl 1931 in 369 Haushalten und bei der Volkszählung 1988 belief sich die Einwohnerzahl auf 2990 in 603 Haushalten.

## Wirtschaft und Infrastruktur
In Kaki Baré wird ein Wochenmarkt abgehalten. Der Markttag ist Freitag. Es gibt eine Schule im Dorf. Die 89,5 Kilometer lange Landstraße RR7-003 zwischen Bandé und Gouchi führt durch Kaki Baré.